# Metaporana densiflora
Metaporana densiflora är en vindeväxtart som beskrevs av N. E. Brown. Metaporana densiflora ingår i släktet Metaporana och familjen vindeväxter. Inga underarter finns listade i Catalogue of Life.